# Postsyjonizm
Postsyjonizm - idea popularna w izraelskich lewicowych środowiskach akademickich, głosząca, że syjonizm spełnił swoją misję i państwo Izrael powinno na nowo zostać zdefiniowane jako państwo liberalno-demokratyczne, a nie państwo narodowe. 
Przedstawicielami tego kierunku są m.in. historyk Ilan Pappe, były przewodniczący Knesetu Awraham Burg, działacz pokojowy Uri Avnery.